# هافلبرغ
هاولبرغ (بالألمانية: Havelberg) هي بلدة ألمانية تقع في ألمانيا في ساكسونيا أنهالت.  يقدر عدد سكانها بـ 7,477 نسمة .

## المدن التوأمة
مدن فردن نيدرزاكسن، سومور و ورك (إنجلترا) هي مدن توأمة لـهاولبرغ.